# دونپورت (داکوتای شمالی)
دونپورت (به انگلیسی: Davenport) شهری در ایالت داکوتای شمالی کشور ایالات متحده آمریکا است که جمعیت آن در سرشماری سال ۲۰۱۰ میلادی، ۲۵۲ نفر بوده است.